# زبان آلتایی جنوبی
زبان آلتایی جنوبی از زبان‌های ترکی رایج در کشور روسیه است که در نزدیکی مرزهای مغولستان بدان تکلم می‌شود. همچنین اقلیتی از گویشوران این زبان نیز در خاک چین به‌سر می‌برند. جمعیت کل گویشوران این زبان نزدیک به بیست هزار تن می باشد. این زبان نزدیکی چندانی با زبان آلتایی شمالی نشان نمی‌دهد.